# Le Plessis-Patte-d’Oie
Le Plessis-Patte-d’Oie település Franciaországban, Oise megyében. Lakosainak száma 107 fő (2022. január 1.). Le Plessis-Patte-d’Oie Berlancourt, Flavy-le-Meldeux, Golancourt és Guiscard községekkel határos.

## Népesség
A település népességének változása:
| Lakosok száma | 126  | 119  | 114  | 102  | 99   | 99   | 95   | 101  | 107  |
|               | 2013 | 2015 | 2016 | 2017 | 2018 | 2019 | 2020 | 2021 | 2022 |